# ギィ・ラフィット
ギィ・ラフィット（Guy Lafitte、1927年1月12日 - 1998年6月10日）は、フランスのジャズ・サックス奏者。

## 略歴
フランスのオート＝ガロンヌ県サン＝ゴーダンス出身。1951年から1952年までメズ・メズロウ、1951年にはビッグ・ビル・ブルーンジーと仕事をした。1954年、パリを本拠地とし、ライオネル・ハンプトンやエメット・ベリーと仕事した。ビル・コールマンやワイルド・ビル・デイヴィスとも仕事をしている。

## ディスコグラフィ

### リーダー・アルバム
- Blue and Sentimental (1955年、Le Club Francais)
- Les Classiques du Jazz Vol. 2 (1958年、Columbia) ※with アンドレ・ペルジアニ
- Melodies (1958年、Columbia)
- Sax: 10 Succes (1960年、Pathe)
- Sax and Strings (1963年、Columbia)
- Jambo! (1968年、RCA Victor)
- Blues (1969年、Vega)
- Blues in Summertime (1971年、RCA Victor)
- Sugar and Spice (1972年、RCA Victor)
- 『身も心も』 - Corps et Ame (1978年、Black and Blue)
- 『ハッピー!』 - Happy! (1979年、Black and Blue)
- 『ライヴ・イン・フランス』 - Live in France (1980年、Black and Blue) ※with アーネット・コブ
- 『スリー・メン・オン・ア・ビート』 - Three Men On a Beat (1983年、Black and Blue) ※with ワイルド・ビル・デイヴィス
- 『プレイズ・シャルル・トレネ』 - Joue Charles Trenet (1984年、Black and Blue)
- 『ロータス・ブロッサム』 - Lotus Blossom (2002年、Black and Blue) ※with ワイルド・ビル・デイヴィス
- The Things We Did Last Summer (1991年、Black and Blue)
- Sax Connection (1994年、Ida)
- Crossings (1998年、EmArcy) ※with ピエール・バウサエ
- Au HCF Paris (2002年、Milan)
- Tenor Abrubt: The Definitive Black & Blue Sessions (2003年、Black and Blue) ※with アーネット・コブ
- 『ニース・ジャズ 1978』 - Nice Jazz 1978 (2017年、Black and Blue)

### 参加アルバム
ビル・コールマン
- Jazz at Pleyel (1952年、Philips)
- Saint Louis Baby (1956年、Columbia)
- Them Their Eyes (1956年、Columbia)
- Mainstream at Montreux (1973年、Black Lion)
- Really I Do (1982年、Black and Blue)

その他
- エメット・ベリー : Emmett Berry and His Orchestra (1955年、Columbia)
- クロード・ボリング : French Jazz (1956年、Bally)
- ミルト・バックナー : Midnight Slows Vol. 7 (1977年、Black and Blue)
- バック・クレイトン & ピーナッツ・ホランド : Club Session (1955年、Le Club Francais)
- ジャック・ディーヴァル : Jazz Aux Champs-Elysees (1957年、Polydor)
- ゴールデン・ゲイト・カルテット : The Golden Gate Quartet (1962年、La Voz De Su Amo)
- ゴールデン・ゲイト・カルテット : Spirituals (1964年、Columbia)
- ライオネル・ハンプトン : Recorded in Paris 1956 (1986年、Swing)
- メズ・メズロウ : Swingin' with Mezz (1962年、Vogue)
- サミー・プライス & エメット・ベリー : 1956 Boogie-Woogie a La Parisienne (2002年、Pathe Marconi)
- ブラザー・ジョン・セラーズ : Blues and Spirituals (1957年、Columbia)
- ブラザー・ジョン・セラーズ : Brother John Sellers (1958年、Columbia)
- ラッキー・トンプソン : Nothing but the Soul (1993年、EMI)